# 1461 en santé et médecine
| Années de la santé et de la médecine : 1458 - 1459 - 1460 - 1461 - 1462 - 1463 - 1464    |
| Décennies de la santé et de la médecine : 1430 - 1440 - 1450 - 1460 - 1470 - 1480 - 1490 |

Cet article présente les faits marquants de l'année 1461 en santé et médecine.

## Événements
- 24 février : le roi Édouard IV, à l'initiative du médecin Jacques Fries († 1488) et de William Hobbes († 1488), son premier chirurgien, et sous le patronage des saints Côme et Damien, fonde la Worshipful Company of Barbers (en) (« Compagnie des barbiers ») de Londres[1].
- 1460-1461 : fondation à Nantes, par le pape Pie II et par François II, duc de Bretagne, d'une université qui comprend dès l'origine les cinq facultés, dont celle de médecine[2].
- Canonisation de Catherine de Sienne, ascète chrétienne morte de privations à l'âge de trente-trois ans, à propos de qui les historiens parlent d'« anorexie sainte[3],[4] ».
- 1460-1461 : sous le règne du shogun Ashikaga Yoshimasa, grande famine à Kyoto et dans l'Est du Japon, « la plus terrible du siècle[5] ».
- 1461-1462 : Rabodus Kremer, apothicaire de Francfort, « se rend [à Venise] pour y acquérir des produits nécessaires à la pharmacie de la ville[6],[7] ».

## Publication
- Le médecin chinois Gou Bing fait paraître le Quan You Six Jiao, traité de pédiatrie[8].

## Personnalités
- 1444-1461 : fl. Josse Bruninc, chirurgien au service du duc de Bourgogne et du comte de Charolais, assiste la comtesse Isabelle en 1457 à la naissance de Marie, très certainement parent de Jean (fl. 1461-1477) et de Laurent Bruninc († 1498), également chirurgiens[9].
- 1461-1477 : fl. Jean Bruninc, chirurgien au service de Charles, comte de Charolais puis duc de Bourgogne, très certainement parent de Josse (fl. 1444-1461) et de Laurent Bruninc († 1498), également chirurgiens[9].

## Naissances
- Tiberio Baccillieri (mort en 1511), philosophe et médecin italien[10].
- Thomas Linacre (mort en 1524), humaniste et médecin anglais, professeur à Oxford, médecin ordinaire des rois Henri VII et Henri VIII, fondateur du Royal College des médecins de Londres[11].
- Vers 1461 : Antonio Gazio (hu) (mort vers 1528), médecin à la cour de Pologne[12], auteur d'un régime de santé intitulé Florida corona (la « couronne fleurie »), imprimé pour la première fois à Venise en 1491 chez Giovanni et Gregorio De Gregori[13].